# Baulon

Baulon este o comună în departamentul Ille-et-Vilaine, Franța. În 2009 avea o populație de 1932 de locuitori.